# بريان بود
بريان بود (بالإنجليزية: Bryan Budd)‏ هو عسكري أيرلندي، ولد في 16 يوليو 1977 في بلفاست في المملكة المتحدة، وتوفي في 20 أغسطس 2006 في سنجين في أفغانستان بسبب قتل في المعركة.